# Qaswa
Qaswa (auch: al-Qaswa, arabisch القصواء, DMG al-Qaṣwāʾ) bezeichnet den Namen einer Kamelstute, die das Lieblingskamel des Propheten Mohammed war.
Während der Hedschra versteckten sich Mohammed und Abu Bakr zunächst in einer Höhle südlich von Mekka, später brachte dann Abu Bakrs Sohn Abdullah drei Kamele. Abu Bakr wollte das Kamel Mohammed schenken, doch der lehnte das ab und bezahlte ihm den Preis, den dieser selbst bezahlt hatte.
Auf Qaswa ritt Mohammed dann von Mekka nach Medina. Dort angekommen, ließ er die Zügel des Tieres locker. Qaswa lief durch Medina und ließ sich schließlich in einem von Mauern umgebenen Hof nieder, der Ruine eines Hauses, in der einige Palmen wuchsen und Datteln zum Trocknen ausgelegt waren. Mohammed kaufte diesen Hof, errichtete dort seinen Wohnsitz und ließ die Prophetenmoschee bauen. Nach diesem Ereignis ist die al-Qaswa-Schule in Medina benannt.
Qaswa war auch 624 bei der Schlacht von Badr dabei, 629 bei Mohammeds Pilgerfahrt und 630 bei der Eroberung von Mekka.